# 瀛寰搜奇
瀛寰搜奇（英語：Strange Stories, Amazing Facts）是讀者文摘於1978年出版的精裝書，講述古今中外之奇聞，目前已絕版。當中最膾炙人口的是其對各種超自然及異行的記載。全書共分五部份，分別為自然科學、機械發明、超自然、異行及未來世界。此書的中文版著作權執照是到「民國97年3月7日」，亦即2008年。此書在超自然部份記載了諸如1971年西班牙Bélmez Faces等靈異事件，令人印象深刻。

## 電子書
（純文字版）讀者文摘《瀛寰搜奇》

## 外部連結
- 雲海講述瀛寰搜奇經典案例--Sina TV
- 《瀛寰搜奇》中耶穌牆上臉孔的圖片，英文版391頁